# Rita Reys
Rita Reys, nata Maria Everdina Reijs (Rotterdam, 21 dicembre 1924 – Breukelen, 28 luglio 2013), è stata una cantante olandese.

## Discografia
- The Cool Voice of Rita Reys (Columbia, 1956)
- The Cool Voice of Rita Reys No. 2 (Philips, 1957)
- New Voices (Dawn, 1957)
- Two Jazzy People con Bengt Hallberg (Philips, 1959)
- Marriage in Modern Jazz con Pim Jacobs (Philips, 1960)
- Jazz Pictures at an Exhibition con Pim Jacobs (Philips, 1961)
- Jazz Sir, That's Our Baby (Philips, 1963)
- Rita Reys at the Golden Circle Club Stockholm con Pim Jacobs (Philips, 1963)
- Rita Reys Meets Oliver Nelson (Philips, 1965)
- Congratulations in Jazz (Philips, 1965)
- Rita a Go-Go con Pim Jacobs (Philips, 1967)
- Today: Recorded in London (Philips, 1969)
- Sings Burt Bacharach (CBS, 1971)
- Rita Reys Sings Michel Legrand (CBS, 1972)
- Our Favorite Songs con Pim Jacobs (CBS, 1973)
- Rita Reys Sings the George Gershwin Songbook (CBS, 1975)
- That Old Feeling con Pim Jacobs (CBS, 1979)
- Collage (CBS, 1980)
- Sings Antonio Carlos Jobim (Philips, 1981)
- Collage con Pim Jacobs (CBS, 1981)
- Rita Reys (Philips, 1982)
- Memories of You con Pim Jacobs (Utopia Music, 1983)
- Have Yourself a Merry Little Christmas con Pim Jacobs (Polydor, 1986)
- Live at the Concertgebouw con Pim Jacobs (RCA, 1986)
- Two for Tea con Louis Van Dijk (Polydor, 1987)
- Relax with Rita & Pim (Philips, 1989)
- Swing & Sweet (Blue Note, 1990)
- The American Songbook Volume 1 (Music-All-In, 1992)
- The American Songbook Volume 2 (Music-All-In, 1992)
- Loss of Love: Rita Reys Sings Henry Mancini (Quintessence, 1998)
- The Lady Strikes Again (Quintessence, 1999)
- Once Upon a Summertime (Koch, 1999)
- Young at Heart (Wedgeview Music, 2010)